# Крисиума (микрорегион)

Крисиума на карте.

Крисиума (порт. Microrregião de Criciúma) — микрорегион в Бразилии, входит в штат Санта-Катарина. Составная часть мезорегиона Юг штата Санта-Катарина. 
Население составляет 	369 398	 человек (на 2010 год). Площадь — 	2 106,080	 км². Плотность населения — 	175,40	 чел./км².

## Демография
Согласно сведениям, собранным в ходе переписи 2010 г. Национальным институтом географии и статистики (IBGE), население микрорегиона составляет:						
| Полное население                             | Полное население                             | Полное население                             | Полное население                             | 369 398 |
| -------------------------------------------- | -------------------------------------------- | -------------------------------------------- | -------------------------------------------- | ------- |
| в том числе:                                 | Городское население                          | 331 850                                      | Процент городского населения, %              | 89,84   |
|                                              | Сельское население                           | 37 548                                       | Процент сельского населения, %               | 10,16   |
|                                              | Мужское население                            | 182 928                                      | Процент мужского населения, %                | 49,52   |
|                                              | Женское население                            | 186 470                                      | Процент женского населения, %                | 50,48   |
| Плотность населения, чел/км²                 | Плотность населения, чел/км²                 | Плотность населения, чел/км²                 | Плотность населения, чел/км²                 | 175,40  |
| Население микрорегиона в % к населению штата | Население микрорегиона в % к населению штата | Население микрорегиона в % к населению штата | Население микрорегиона в % к населению штата | 5,91    |

## Статистика
- Валовой внутренний продукт на 2003 составляет 3 356 193 076,00 реалов (данные: Бразильский институт географии и статистики).
- Валовой внутренний продукт на душу населения на 2003 составляет 9776,52 реалов (данные: Бразильский институт географии и статистики).
- Индекс развития человеческого потенциала на 2000 составляет 0,813 (данные: Программа развития ООН).

## Состав микрорегиона
В составе микрорегиона включены следующие муниципалитеты:
1. Кокал-ду-Сул
2. Крисиума
3. Форкильинья
4. Исара
5. Лауру-Мюллер
6. Морру-да-Фумаса
7. Нова-Венеза
8. Сидерополис
9. Тревизу
10. Урусанга